# サッカーオーストラリア代表
サッカーオーストラリア代表（サッカーオーストラリアだいひょう、英語: Australian national football team）は、オーストラリアサッカー連盟（FFA）によって構成される、オーストラリアのサッカーのナショナルチームである。
愛称は「サッカルーズ（the Socceroos）」で、サッカーとカンガルーの合成語からとったものである。また、カンタス航空がスポンサーとなっている。

## 歴史

### 黎明期
オーストラリア代表は、1922年にニュージーランドと初めての国際試合を行い、結果は1分2敗であった。この時から25年間オーストラリアはニュージーランド、南アフリカ、中華人民共和国などと親善試合を幾度となく行っていた。FIFAワールドカップには1966年大会から予選に参加し、1次予選で北朝鮮に敗れた。

### W杯への挑戦
1974年大会のアジア/オセアニア地区最終予選（英語）では、韓国と再試合までもつれ込んだ戦いを制して初出場を果たす。本大会は1分2敗で1次リーグで敗退した。1974年にアジアサッカー連盟（AFC）から除名されたイスラエルが1980年代よりオセアニアの暫定メンバーになったことにより、1986年メキシコ大会予選よりオセアニア地区予選に加わることとなった。このためFIFAは、アジアとアフリカのアラブ諸国との対戦を避けるため、オセアニア地区を従来のアジア地区とアフリカ地区と全く切り離して予選を組むように配慮した。
1986年大会予選はオセアニア地区予選1位となったが、ヨーロッパ地区予選からプレーオフに出場したスコットランドに敗退した。1994年大会予選でもオセアニア地区勝者となり、北中米カリブ海地区予選2位のカナダに勝利したが、その次のアルゼンチンに敗れ本大会出場はならなかった。1998年大会は大陸間プレーオフで、イランに2引き分けでアウェーゴールルールにより敗退。2002年大会予選ではウルグアイとのプレーオフに1勝1敗ながら得失点差により敗れた。なお、2002年大会予選のアメリカ領サモア戦に31-0で勝利し、国際試合における最多得点を記録した。

### 32年ぶりの本大会出場

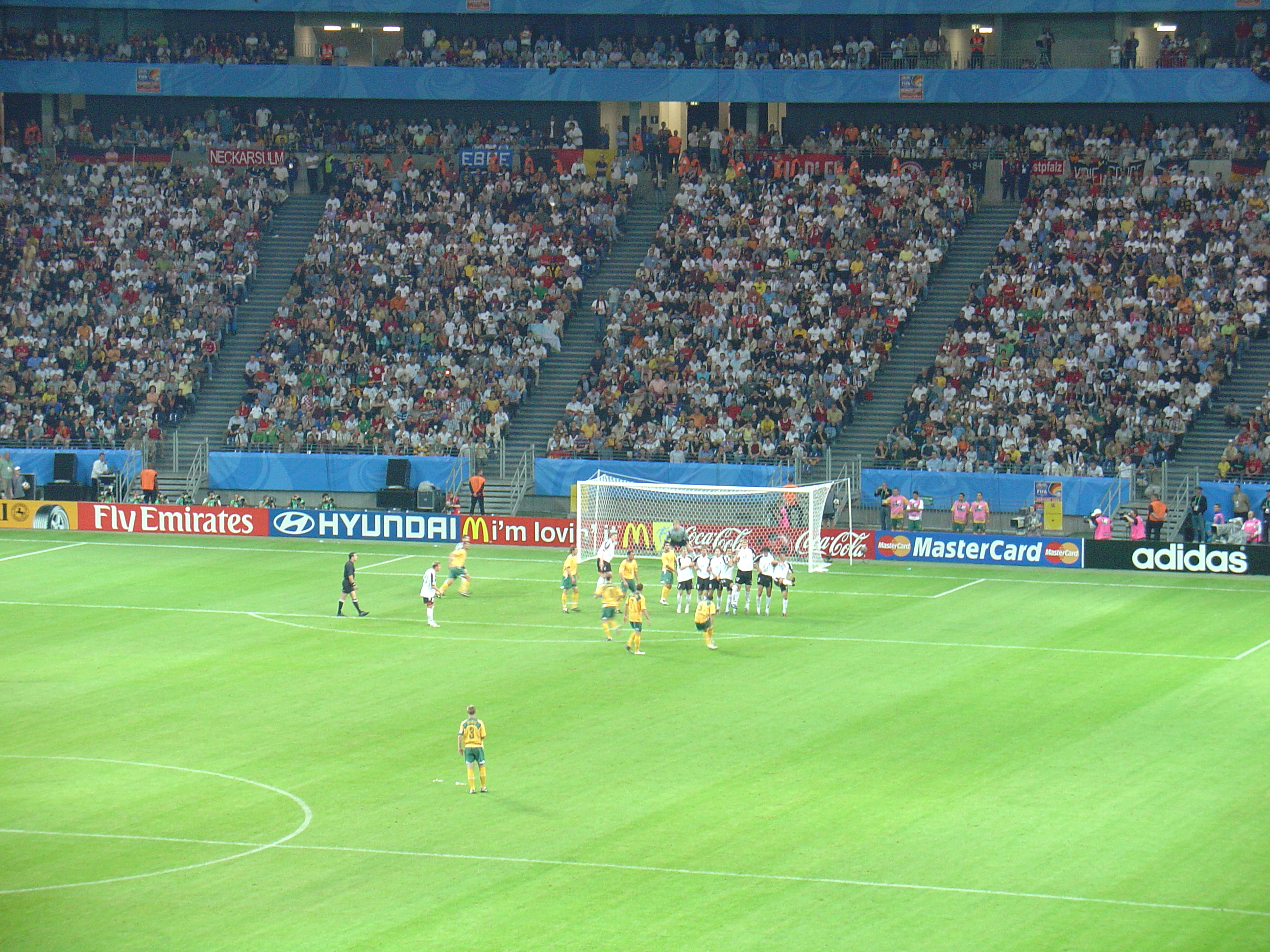
FIFAコンフェデレーションズカップ2005の対ドイツ戦

2003年からオーストラリア政府の後押しを受けたオーストラリアサッカー連盟は、様々な改革に着手したが、オセアニア王者として出場したFIFAコンフェデレーションズカップ2005でグループリーグA組を勝点0の最下位で終えた。同年、フース・ヒディンクが監督に就任した。当時の予選は集中開催方式で行われていた。2次予選での上位2カ国が2005年9月3日および6日の最終予選を戦い、その勝者が2005年11月12日と11月16日の南米5位との大陸間プレーオフ2試合を戦うというものだった。ヒディンク監督招聘時点で、残る試合は最終予選2試合と南米5位との大陸間プレーオフ2試合だった。期間に余裕があることを逆手に取り、PSVとの契約中で難色を示したヒディンクにPSV監督と兼務で構わないと説得した。また、オーストラリア代表選手の主力の多くが欧州でプレーしていたこともプラスに働いた（PSV監督をしながら視察できるため）。ヒディンク監督はPSV監督を兼務したまま、2005年7月にオーストラリア代表監督に就任した。
9月の最終予選に勝利して、南米予選5位のウルグアイと大陸間プレーオフで対戦。11月12日第1戦アウェイでは0-1で敗れ、ホームでの第2戦に臨んだ。この際、同国のフラッグ・キャリア（その国を代表する航空会社）であるカンタス航空が協力し特別なチャーター機を手配した。35人の代表選手団に対し220人乗りのジャンボ機を用意し、帰国の準備が出来次第すぐに離陸した。負傷者の負担を減らす為、低い高度で飛び、時差に早く適応できるような工夫をした。機内には疲労を取り除く為にマッサージ台の設置、特別な食事メニュー、酸素ボンベの供給などあらゆるものが準備されていた。対してウルグアイは直行のチャーター機を用意できず、二度の乗り継ぎを余儀なくされ疲労困憊で第2戦に臨む羽目になった。ホームでの第2戦は1-0でリードして90分を終え、2試合の合計スコア・アウェイゴールが共に並んだため延長戦にもつれたが、そこでも両チーム無得点でPK戦に突入した。PK戦ではマーク・シュワルツァーが2本セービングし、4-2で32年ぶりの2度目の本大会出場を決めた。本大会では、最初の日本戦で3-1で逆転勝ちしてワールドカップ通算での初勝利を挙げ、グループステージも1勝1分け1敗の2位で突破した。ノックアウトステージは1回戦で優勝したイタリアと対戦し、後半5分で相手のマルコ・マテラッツィが退場処分を受け人数は多くなったが、後半アディショナルタイムの失点で惜しくも0-1で敗れた。

### AFCへの参加
オーストラリア代表の属するオセアニア地区は、長年ワールドカップ予選において地区予選後にヨーロッパや南アメリカ、またはアジアと大陸間プレーオフを行うことで本大会への出場権が決定されていた。いずれも各地区予選で惜しくも漏れ敗者復活に懸ける強豪国と対戦することが多く、オーストラリアサッカー連盟はアジアサッカー連盟（AFC）への加入を求めていたが、この訴えは国際サッカー連盟（FIFA）により拒否されてきた。AFCへの転籍にはオセアニアサッカー連盟（OFC）とAFC双方の了解が必要だったが、オーストラリアサッカー連盟は政府の後押しを受け、念入りにロビー活動を展開した。
2005年3月23日に、AFC執行委員会は全会一致でオーストラリアサッカー連盟のAFC入会を承認した。AFC会長（当時）のモハメド・ビン・ハマムは、オーストラリア参加による経済的な利益を考慮したことを説明している。OFCは4月17日にオーストラリアサッカー連盟のOFC退会を承認した。FIFAはこれを受けて、2006年1月1日の時点をもってAFCへオーストラリアサッカー連盟が入会すると発表した（ただし、オーストラリアは既に2005年にOFC代表として2006年独W杯の出場権を獲得していた為、2006年独W杯へはOFC代表として出場した）。また、オーストラリアサッカー連盟は『Football Federation Australia』に改名した。

### AFC加入後の実績

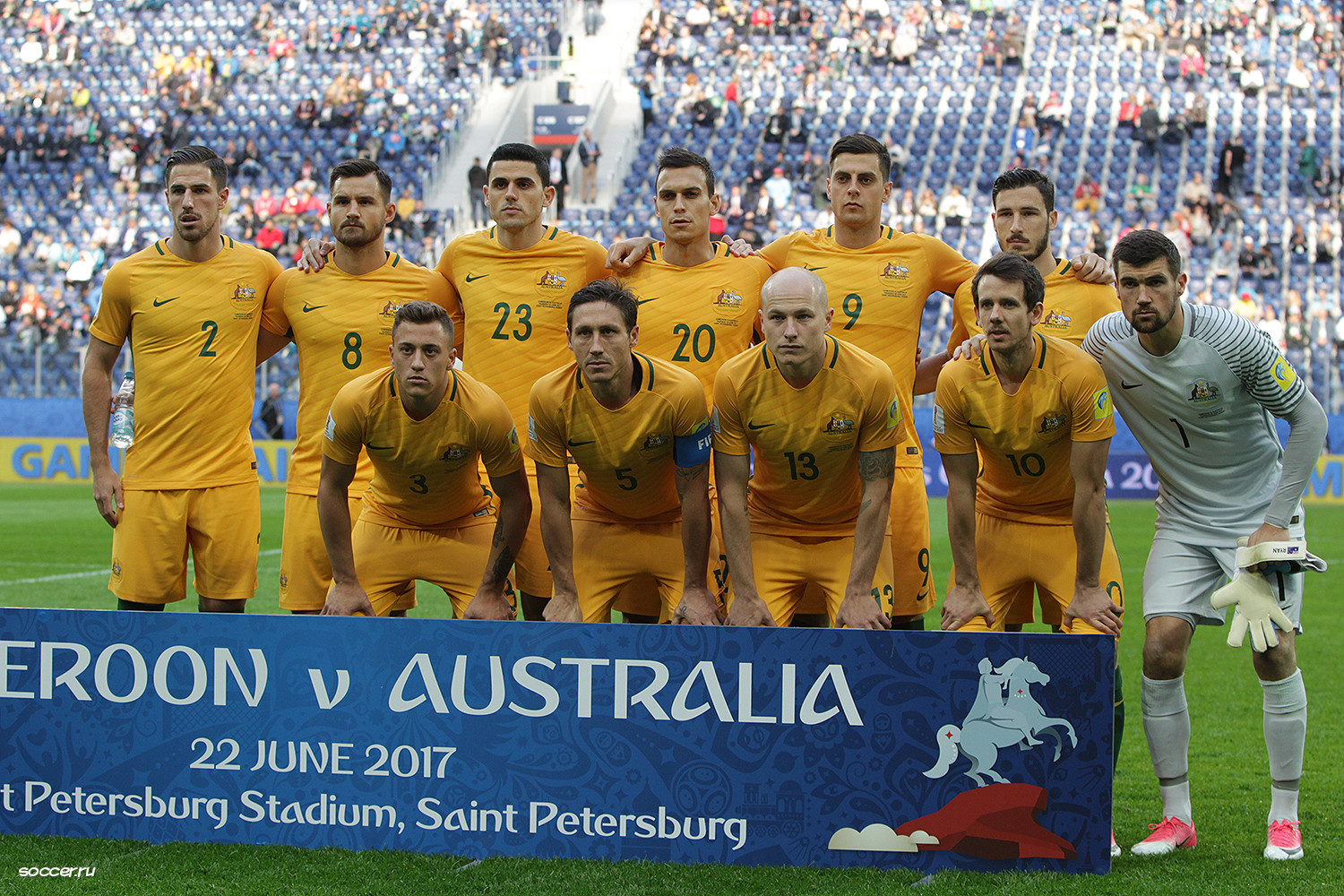
FIFAコンフェデレーションズカップ2017の対カメルーン戦

2006年2月、AFC加盟後初の国際試合はAFCアジアカップ2007の予選のアウェーでのバーレーン戦（2月22日）であった。主力の海外組が不在、監督のヒディンクも監督を兼任していたPSVアイントホーフェンで指揮を取っていたため不在であったが、3-1で勝利を収めた。また、同予選を勝ち抜いてAFCアジアカップの初出場も決めた。なお、同大会は決勝トーナメント1回戦で日本にPK戦で敗れた。
AFC加盟後初のFIFAワールドカップ地域予選の試合は、2008年2月6日にホームで行われた2010 FIFAワールドカップ・アジア予選3次予選グループ1第1戦のカタール戦であり、3-0で勝利した。その後、最終予選へ進出して全8戦中2009年6月6日の第6戦で2大会連続の本大会出場を決めた（6勝2分け）。本大会は勝点4を獲得したが、最初のドイツ戦で0-4で敗れたのが響き、2位のガーナに得失点差で及ばずグループ3位となり、2大会連続の突破はならなかった。
AFCアジアカップ2011はグループステージを首位で通過。決勝で日本に延長戦で敗れ、準優勝となった。
2014 FIFAワールドカップは初戦のチリ戦に1-3で敗れ、2戦目のオランダ戦に2-3で逆転負けを喫し、3戦目のスペイン戦に0-3で敗れて3戦全敗の最下位で、決勝トーナメント進出は成らなかった。自国開催のAFCアジアカップ2015では、グループステージでオマーン、クウェートに連勝し韓国には敗れたものの、2位で決勝トーナメントに進出した。決勝トーナメントでは準々決勝で中国、準決勝でアラブ首長国連邦（UAE）を撃破すると、決勝ではグループステージで敗れた韓国を延長戦の末に破って初優勝を果たした。FIFAコンフェデレーションズカップ2017に2005年大会以来12年ぶり、AFC代表としては初めての出場を果たすも初戦でドイツに敗れ、勝点2のグループ3位に終わった。
2018 FIFAワールドカップはアジア3次予選でグループ最下位だったタイにアウェイで2-2で引き分ける（ホームでも2-1と辛勝）など苦戦を強いられ、3次予選での敗戦は日本に敗れた1敗のみであったが、サウジアラビアに得失点差で及ばずグループBで3位となり、グループA3位のシリアとの4次予選に回ることになった。4次予選ではアウェイで1-1で引き分けたが、ホームでも1-1で90分を終えたため延長戦となり、延長後半にティム・ケーヒルが決勝点を挙げて勝利した。なお、ケーヒルはこの試合で同点ゴールも挙げている。その後の大陸間プレーオフでは北中米カリブ海5次予選4位のホンジュラスにアウェイで0-0だったが、ホームではミル・ジェディナクがPKでの2得点を含むハットトリックで3-1と勝利し、4大会連続の本大会出場を決めた。本大会ではグループCに入り、最初のフランス戦に1-2で敗れた後、2戦目にデンマークと1-1と引き分け、最終戦まで決勝トーナメント進出の可能性を残したが、最後のペルー戦に0-2で敗れ、グループ最下位に終わるとともに2大会連続の勝利0に終わった。
2022 FIFAワールドカップに向けたアジア3次予選ではグループB3位となったため、大陸間プレーオフを賭けてグループA3位のUAEと対戦。2-1で制して大陸間プレーオフに駒を進めた。大陸間プレーオフでは前回大会グループリーグ最終戦で0-2と敗れたペルーと対戦し、0-0からのPK戦の末に下したことで5大会連続6度目のワールドカップ出場を果たした。
本大会ではフランス、デンマーク、チュニジアと同じグループDに組み分けされ、4カ国のうち3カ国が前回大会と同じ顔ぶれになった。最初のフランス戦では前半9分にクレイグ・グッドウィンのゴールで先制点こそ奪ったが前半のうちに逆転され、最終的に連覇を狙う前回大会王者相手に1-4の逆転負けを喫した。負ければ敗退が決まる第2戦のチュニジア戦では、前半23分にミッチェル・デュークがヘディングシュートを決めて決勝トーナメント進出に望みをつなぐ先制点を奪うが後半は相手にゲームを支配される時間が続き、劣勢の時間が続くも最後まで前半のリードを守り抜いて1-0で勝利したことで2010年大会以来W杯3大会ぶりの白星を挙げた。引き分けでも敗退の可能性がある状況で挑んだ最終戦デンマーク戦でも相手にボールを保持される劣勢の時間を耐え抜き、60分にはカウンターからマシュー・レッキーが先制ゴールを決める。このリードを最後まで守り抜いて2試合連続で無失点で勝利したことで日本に逆転勝利した2006年大会以来4大会ぶり2度目の決勝トーナメント進出を決めた。迎えた決勝トーナメント1回戦では、グループCを首位で通過したアルゼンチンと対戦。開始から自陣でブロックを固め相手にチャンスを作らせない時間はあったものの、前半35分にこの試合がキャリア通算1,000試合目となったリオネル・メッシに先制点を奪われると、57分にもGKマシュー・ライアンが自陣でフリアン・アルバレスにボールを奪われそのままゴールに流し込まれて後がない状況に追い込まれてしまう。それでも追加点献上から20分後の77分に初戦のフランス戦で先制ゴールを奪ったクレイグ・グッドウィンが放ったシュートがオウンゴールを誘発し1点を返すも同点に追いつくことはできず1-2で惜敗。ベスト16でカタールの地を去り、初のベスト8入りとはならなかった。
2026 FIFAワールドカップ・アジア最終予選では、ホームの初戦で過去全勝していたバーレーンに敗れる波乱のスタートとなった。ただ、2009年6月に行われた2010年南アフリカW杯アジア最終予選最終戦以来16年ぶりに日本に勝利するなど、終盤に4連勝して6大会連続出場を最終戦で決めた。

## 成績

### FIFAワールドカップ
| FIFAワールドカップ | FIFAワールドカップ | FIFAワールドカップ | FIFAワールドカップ | FIFAワールドカップ | FIFAワールドカップ | FIFAワールドカップ | FIFAワールドカップ |        | FIFAワールドカップ・予選 | FIFAワールドカップ・予選 | FIFAワールドカップ・予選 | FIFAワールドカップ・予選 | FIFAワールドカップ・予選 | FIFAワールドカップ・予選 |
| 開催年             | 結果               | 試合               | 勝利               | 引分               | 敗戦               | 得点               | 失点               | 試合   | 勝利                     | 引分                     | 敗戦                     | 得点                     | 失点                     |                          |
| ------------------ | ------------------ | ------------------ | ------------------ | ------------------ | ------------------ | ------------------ | ------------------ | ------ | ------------------------ | ------------------------ | ------------------------ | ------------------------ | ------------------------ | ------------------------ |
| 1930               | 不参加             | 不参加             | 不参加             | 不参加             | 不参加             | 不参加             | 不参加             | 不参加 | 不参加                   | 不参加                   | 不参加                   | 不参加                   | 不参加                   |                          |
| 1934               | 不参加             | 不参加             | 不参加             | 不参加             | 不参加             | 不参加             | 不参加             | 不参加 | 不参加                   | 不参加                   | 不参加                   | 不参加                   | 不参加                   |                          |
| 1938               | 不参加             | 不参加             | 不参加             | 不参加             | 不参加             | 不参加             | 不参加             | 不参加 | 不参加                   | 不参加                   | 不参加                   | 不参加                   | 不参加                   |                          |
| 1950               | 不参加             | 不参加             | 不参加             | 不参加             | 不参加             | 不参加             | 不参加             | 不参加 | 不参加                   | 不参加                   | 不参加                   | 不参加                   | 不参加                   |                          |
| 1954               | 不参加             | 不参加             | 不参加             | 不参加             | 不参加             | 不参加             | 不参加             | 不参加 | 不参加                   | 不参加                   | 不参加                   | 不参加                   | 不参加                   |                          |
| 1958               | 不参加             | 不参加             | 不参加             | 不参加             | 不参加             | 不参加             | 不参加             | 不参加 | 不参加                   | 不参加                   | 不参加                   | 不参加                   | 不参加                   |                          |
| 1962               | 不参加             | 不参加             | 不参加             | 不参加             | 不参加             | 不参加             | 不参加             | 不参加 | 不参加                   | 不参加                   | 不参加                   | 不参加                   | 不参加                   |                          |
| 1966               | 予選敗退           | 予選敗退           | 予選敗退           | 予選敗退           | 予選敗退           | 予選敗退           | 予選敗退           | 2      | 0                        | 0                        | 2                        | 2                        | 9                        |                          |
| 1970               | 予選敗退           | 予選敗退           | 予選敗退           | 予選敗退           | 予選敗退           | 予選敗退           | 予選敗退           | 9      | 3                        | 5                        | 1                        | 12                       | 8                        |                          |
| 1974               | グループリーグ敗退 | 3                  | 0                  | 1                  | 2                  | 0                  | 5                  | 11     | 5                        | 5                        | 1                        | 21                       | 10                       |                          |
| 1978               | 予選敗退           | 予選敗退           | 予選敗退           | 予選敗退           | 予選敗退           | 予選敗退           | 予選敗退           | 12     | 6                        | 2                        | 4                        | 20                       | 11                       |                          |
| 1982               | 予選敗退           | 予選敗退           | 予選敗退           | 予選敗退           | 予選敗退           | 予選敗退           | 予選敗退           | 8      | 4                        | 2                        | 2                        | 22                       | 9                        |                          |
| 1986               | 予選敗退           | 予選敗退           | 予選敗退           | 予選敗退           | 予選敗退           | 予選敗退           | 予選敗退           | 8      | 4                        | 3                        | 1                        | 20                       | 4                        |                          |
| 1990               | 予選敗退           | 予選敗退           | 予選敗退           | 予選敗退           | 予選敗退           | 予選敗退           | 予選敗退           | 6      | 2                        | 2                        | 2                        | 11                       | 7                        |                          |
| 1994               | 予選敗退           | 予選敗退           | 予選敗退           | 予選敗退           | 予選敗退           | 予選敗退           | 予選敗退           | 10     | 7                        | 1                        | 2                        | 21                       | 7                        |                          |
| 1998               | 予選敗退           | 予選敗退           | 予選敗退           | 予選敗退           | 予選敗退           | 予選敗退           | 予選敗退           | 8      | 6                        | 2                        | 0                        | 34                       | 5                        |                          |
| 2002               | 予選敗退           | 予選敗退           | 予選敗退           | 予選敗退           | 予選敗退           | 予選敗退           | 予選敗退           | 8      | 7                        | 0                        | 1                        | 73                       | 4                        |                          |
| 2006               | ベスト16           | 4                  | 1                  | 1                  | 2                  | 5                  | 6                  | 9      | 7                        | 1                        | 1                        | 31                       | 5                        |                          |
| 2010               | グループリーグ敗退 | 3                  | 1                  | 1                  | 1                  | 3                  | 6                  | 14     | 9                        | 3                        | 2                        | 19                       | 4                        |                          |
| 2014               | グループリーグ敗退 | 3                  | 0                  | 0                  | 3                  | 3                  | 9                  | 14     | 8                        | 4                        | 2                        | 25                       | 12                       |                          |
| 2018               | グループリーグ敗退 | 3                  | 0                  | 1                  | 2                  | 2                  | 5                  | 22     | 14                       | 6                        | 2                        | 51                       | 18                       |                          |
| 2022               | ベスト16           | 4                  | 2                  | 0                  | 2                  | 4                  | 6                  | 20     | 13                       | 4                        | 3                        | 45                       | 15                       |                          |
| 合計               | 6/22               | 20                 | 4                  | 4                  | 12                 | 17                 | 37                 | 161    | 95                       | 40                       | 26                       | 407                      | 125                      |                          |

OFC（オセアニアサッカー連盟）所属時代に出場した大陸間プレーオフの成績は以下の通り。1998年大会は2試合の合計スコアで並んだが、アウェーゴールで下回ったため敗退。
| 大会 | スコア       | 対戦相手       | 所属連盟       | 結果 |
| ---- | ------------ | -------------- | -------------- | ---- |
| 1986 | 0 - 2        | スコットランド | ヨーロッパ     | 敗退 |
| 1994 | 3 - 3 (4PK1) | カナダ         | 北中米カリブ海 | 敗退 |
| 1994 | 1 - 2        | アルゼンチン   | 南米           | 敗退 |
| 1998 | 3 - 3        | イラン         | アジア         | 敗退 |
| 2002 | 1 - 3        | ウルグアイ     | 南米           | 敗退 |
| 2006 | 1 - 1 (4PK2) | ウルグアイ     | 南米           | 通過 |

### FIFAコンフェデレーションズカップ
| 開催年 | 結果               | 試合   | 勝利   | 引分   | 敗戦   | 得点   | 失点   |
| ------ | ------------------ | ------ | ------ | ------ | ------ | ------ | ------ |
| 1992   | 不参加             | 不参加 | 不参加 | 不参加 | 不参加 | 不参加 | 不参加 |
| 1995   | 不参加             | 不参加 | 不参加 | 不参加 | 不参加 | 不参加 | 不参加 |
| 1997   | 準優勝             | 5      | 2      | 1      | 2      | 4      | 8      |
| 1999   | 不参加             | 不参加 | 不参加 | 不参加 | 不参加 | 不参加 | 不参加 |
| 2001   | 3位                | 5      | 3      | 0      | 2      | 4      | 2      |
| 2003   | 不参加             | 不参加 | 不参加 | 不参加 | 不参加 | 不参加 | 不参加 |
| 2005   | グループリーグ敗退 | 3      | 0      | 0      | 3      | 5      | 10     |
| 2009   | 不参加             | 不参加 | 不参加 | 不参加 | 不参加 | 不参加 | 不参加 |
| 2013   | 不参加             | 不参加 | 不参加 | 不参加 | 不参加 | 不参加 | 不参加 |
| 2017   | グループリーグ敗退 | 3      | 0      | 2      | 1      | 4      | 5      |
| 合計   | 4/10               | 13     | 5      | 3      | 8      | 17     | 25     |

### OFCネイションズカップ
| 開催年 | 結果                  | 試合                  | 勝利                  | 引分                  | 敗戦                  | 得点                  | 失点                  |
| ------ | --------------------- | --------------------- | --------------------- | --------------------- | --------------------- | --------------------- | --------------------- |
| 1973   | 不参加                | 不参加                | 不参加                | 不参加                | 不参加                | 不参加                | 不参加                |
| 1980   | 優勝                  | 4                     | 4                     | 0                     | 0                     | 24                    | 4                     |
| 1996   | 優勝                  | 4                     | 3                     | 1                     | 0                     | 14                    | 0                     |
| 1998   | 準優勝                | 4                     | 3                     | 0                     | 1                     | 23                    | 3                     |
| 2000   | 優勝                  | 4                     | 4                     | 0                     | 0                     | 26                    | 0                     |
| 2002   | 準優勝                | 5                     | 4                     | 0                     | 1                     | 23                    | 2                     |
| 2004   | 優勝                  | 7                     | 6                     | 1                     | 0                     | 32                    | 4                     |
| 2008〜 | 不参加(OFC脱退のため) | 不参加(OFC脱退のため) | 不参加(OFC脱退のため) | 不参加(OFC脱退のため) | 不参加(OFC脱退のため) | 不参加(OFC脱退のため) | 不参加(OFC脱退のため) |
| 合計   | 6/9                   | 28                    | 24                    | 2                     | 2                     | 142                   | 13                    |

### AFCアジアカップ
| 開催年     | 結果              | 試合              | 勝利              | 引分              | 敗戦              | 得点              | 失点              |
| ---------- | ----------------- | ----------------- | ----------------- | ----------------- | ----------------- | ----------------- | ----------------- |
| 1956- 2004 | 不参加(AFC加入前) | 不参加(AFC加入前) | 不参加(AFC加入前) | 不参加(AFC加入前) | 不参加(AFC加入前) | 不参加(AFC加入前) | 不参加(AFC加入前) |
| 2007       | ベスト8           | 4                 | 1                 | 2                 | 1                 | 7                 | 5                 |
| 2011       | 準優勝            | 6                 | 4                 | 1                 | 1                 | 13                | 2                 |
| 2015       | 優勝              | 6                 | 5                 | 0                 | 1                 | 14                | 3                 |
| 2019       | ベスト8           | 5                 | 2                 | 1                 | 2                 | 6                 | 4                 |
| 2023       | ベスト8           | 5                 | 3                 | 1                 | 1                 | 9                 | 3                 |
| 合計       | 5/18              | 26                | 15                | 5                 | 6                 | 49                | 17                |

### EAFF E-1サッカー選手権
東アジアサッカー連盟（EAFF）には所属せず、ゲストとして参加。予選大会からの出場となったが勝ち抜き、決勝大会進出を果たした。
| 開催年 | 結果 | 試合 | 勝利 | 引分 | 敗戦 | 得点 | 失点 |
| ------ | ---- | ---- | ---- | ---- | ---- | ---- | ---- |
| 2013   | 4位  | 3    | 0    | 1    | 2    | 5    | 7    |
| 合計   | 1/6  | 3    | 0    | 1    | 2    | 5    | 7    |

## 歴代監督
- エディ・トムソン 1990-1996
- テリー・ヴェナブルズ 1997-1998
- フランク・ファリーナ 1998-2005
- フース・ヒディンク 2005-2006
- グラハム・アーノルド 2006-2007
- ピム・ファーベーク 2007-2010
- ホルガー・オジェック 2010-2013
- アンジェ・ポステコグルー 2013-2017
- ベルト・ファン・マルワイク 2018
- グラハム・アーノルド 2018-2024
- トニー・ポポヴィッチ 2024-

## 現招集メンバー
2023年12月22日、翌年1月に行われるAFCアジアカップ2024に向けて発表されたメンバー。
注：選手の国籍表記はFIFAの定めた代表資格ルールに基づく。
| No. | Pos. |  | 選手名                   |
| --- | ---- |  | ------------------------ |
|     | GK   |  | マシュー・ライアン       |
|     | GK   |  | ローレンス・トーマス     |
|     | GK   |  | ジョー・ガウチ           |
|     | DF   |  | アジズ・ベヒッチ         |
|     | DF   |  | ハリー・サウター         |
|     | DF   |  | キー・ロールズ           |
|     | DF   |  | ナサニエル・アトキンソン |
|     | DF   |  | ジョーダン・ボス         |
|     | DF   |  | ルイス・ミラー           |
|     | DF   |  | キャメロン・バージェス   |
|     | DF   |  | トーマス・デン           |
|     | DF   |  | ゲシン・ジョーンズ       |

| No. | Pos. |  | 選手名                   |
| --- | ---- |  | ------------------------ |
|     | MF   |  | ジャクソン・アーバイン   |
|     | MF   |  | ライリー・マッグリー     |
|     | MF   |  | コナー・メトカーフ       |
|     | MF   |  | キアヌ・バッカス         |
|     | MF   |  | エイデン・オニール       |
|     | MF   |  | パトリック・ヤズベク     |
|     | FW   |  | ミッチェル・デューク     |
|     | FW   |  | マーティン・ボイル       |
|     | FW   |  | クレイグ・グッドウィン   |
|     | FW   |  | マルコ・ティリオ         |
|     | FW   |  | ブルーノ・フォルナローリ |
|     | FW   |  | サミュエル・シルヴェラ   |
|     | FW   |  | クシニ・イェンギ         |
|     | FW   |  | ジョン・アイルデール     |

## 歴代選手

### W杯の大会メンバー
- FIFAワールドカップ
  - 1974 FIFAワールドカップ参加チーム（英語版）
  - 2006 FIFAワールドカップ参加チーム
  - 2010 FIFAワールドカップ参加チーム
  - 2014 FIFAワールドカップ参加チーム
  - 2018 FIFAワールドカップ参加チーム
  - 2022 FIFAワールドカップ参加チーム

### 主な代表選手
| - GK - ジャック・ライリー 1970-1977 - ジェフ・オルヴァー 1985-1989 - ジェリコ・カラッツ 1992-2006 - マーク・シュワルツァー 1993-2013 | - DF - ピーター・ウィルソン 1970-1979 - アラン・デイヴィッドソン 1980-1991 - チャーリー・ヤンコス 1983-1989 - グラハム・ジェニングス 1983-1989 - アレックス・トビン 1988-1998 - ネド・ゼリッチ 1991-1997 - ミラン・イヴァノヴィッチ 1991-1998 - トニー・ヴィドマー 1991-2006 - ケヴィン・マスカット 1994-2006 - トニー・ポポヴィッチ 1995-2006 - クレイグ・ムーア 1995-2010 - ルーカス・ニール 1996-2013 - ジェイド・ノース 2002-2013 - ルーク・ウィルクシャー 2004-2014 - マーク・ミリガン 2006-2019 - デヴィッド・カーニー 2006-2013 |

| - MF - レイ・リチャーズ 1967-1975 - ジミー・マッカイ 1970-1975 - ポール・ウェイド 1986-1996 - ロビー・スレイター 1988-1997 - スタン・ラザリディス 1993-2006 - ヨシップ・スココ 1997-2007 - スコット・チッパーフィールド 1998-2010 - ブレット・エマートン 1998-2012 - ミル・ステリョフスキー 2000-2010 - マーク・ブレッシアーノ 2001-2015 - ヴィンス・グレッラ 2003-2010 - ティム・ケーヒル 2004-2018 - ジェイソン・クリナ 2005-2011 - ブレット・ホルマン 2006-2013 - マット・マッカイ 2006-2016 - カール・ヴァレリ 2007-2014 - ミル・ジェディナク 2008-2018 | - FW - ジョニー・ウォーレン 1965-1974 - レイ・バーツ 1967-1974 - アッティラ・アボニー 1967-1977 - ジミー・ルーニー 1970-1980 - ジョン・コスミナ 1976-1988 - フランク・ファリーナ 1984-1995 - グラハム・アーノルド 1985-1997 - アウレリオ・ヴィドマー 1991-2001 - ダミアン・モリ 1992-2002 - マーク・ヴィドゥカ 1994-2007 - ハリー・キューウェル 1996-2012 - ジョン・アロイージ 1997-2008 - アーチー・トンプソン 2001-2013 - ジョシュア・ケネディ 2006-2014 |

### Jリーグ所属の代表選手
- ミッチェル・ランゲラック（名古屋グランパス）
- ミッチェル・デューク（町田ゼルビア）
- トーマス・デン（アルビレックス新潟）

## 歴代記録

### 出場数ランキング
2023年6月16日時点
| 位 | 名前                   | 出場数 | 得点数 | 期間      |
| -- | ---------------------- | ------ | ------ | --------- |
| 1  | マーク・シュワルツァー | 109    | 0      | 1993-2013 |
| 2  | ティム・ケーヒル       | 108    | 50     | 2004-2018 |
| 3  | ルーカス・ニール       | 96     | 1      | 1996-2013 |
| 4  | ブレット・エマートン   | 95     | 20     | 1998-2012 |
| 5  | アレックス・トービン   | 87     | 2      | 1988-1998 |
| 6  | ポール・ウェイド       | 84     | 10     | 1986-1996 |
| 6  | マーク・ブレッシアーノ | 84     | 13     | 2001-2015 |
| 8  | マシュー・ライアン     | 81     | 0      | 2012-     |
| 9  | ルーク・ウィルクシャー | 80     | 8      | 2004-2014 |
| 9  | マーク・ミリガン       | 80     | 6      | 2006-2019 |

### 得点数ランキング
2023年6月16日時点
| #  | 名前                     | 得点数 | 出場数 | 期間      | 得点率 |
| -- | ------------------------ | ------ | ------ | --------- | ------ |
| 1  | ティム・ケーヒル         | 50     | 108    | 2004-2018 | 0.47   |
| 2  | ダミアン・モリ           | 29     | 45     | 1992-2002 | 0.64   |
| 3  | アーチー・トンプソン     | 28     | 54     | 2001-2013 | 0.53   |
| 4  | ジョン・アロイージ       | 27     | 55     | 1997-2008 | 0.49   |
| 5  | ジョン・コスミーナ       | 25     | 60     | 1976-1988 | 0.42   |
| 5  | アッチラ・アボニー       | 25     | 61     | 1967-1977 | 0.41   |
| 7  | デイビッド・ズドリリッチ | 20     | 31     | 1997-2005 | 0.67   |
| 7  | ブレット・エマートン     | 20     | 95     | 1998-2012 | 0.21   |
| 7  | ミル・ジェディナク       | 20     | 79     | 2008-2018 | 0.25   |
| 10 | グラハム・アーノルド     | 19     | 56     | 1985-1997 | 0.34   |